# Feroponera ferox
Feroponera ferox  (лат.) — вид мелких тропических муравьёв рода Feroponera из подсемейства Ponerinae.

## Распространение
Тропические районы Западной Африки (Камерун).

## Описание
Мелкие муравьи (3—4 мм) коричневого цвета. Муравьи обнаружены в разрушенном термитнике, а с учетом их вытянутых модифицированных мандибул предполагается термитофагия, характерная для ближайшего к ним рода муравьёв Centromyrmex.

## Классификация
Муравей вида Feroponera ferox был описан в 2008 году по нескольким рабочим муравьям (самки и самцы не найдены) как новый вид (Feroponera ferox Bolton & Fisher, 2008) из тропических районов Западной Африки. Это единственный вид рода. При описании авторы отнесли его к подсемейству Ponerinae в составе группы родов Centromyrmex genus group (включив в последнюю также рода Centromyrmex Mayr и Promyopias Santschi).